# Vražogrnac
Vražogrnac (cyr. Вражогрнац) – wieś w Serbii, w okręgu zajeczarskim, w mieście Zaječar. W 2011 roku liczyła 1096 mieszkańców.